# Kalluoto
Kalluoto är en halvö i Finland. Den ligger i Nådendals kommun i landskapet Egentliga Finland, i den sydvästra delen av landet, 170 km väster om huvudstaden Helsingfors.